# 纤毛画眉草
纤毛画眉草（学名：Eragrostis ciliata）为禾本科画眉草属的植物。分布于越南、印度、缅甸、斯里兰卡以及中国大陆的海南等地，常生于山坡灌木丛下，目前尚未由人工引种栽培。

## 异名
- Eragrostis ciliaris auct. non (L.) R. Br.